# Céline Bousrez
Céline Bousrez née le 14 novembre 1977 est une triathlète française, triple championne de France de duathlon longue distance entre 2015 et 2018 et championne de France de  triathlon longue distance en 2018.

## Biographie
Céline Bousrez pratique plusieurs sports dans sa jeunesse, course à pied, cross country, aviron. Non professionnelle, elle exerce le métier de professeur des écoles à mi-temps et a deux enfants. Elle découvre le triathlon en 2013 et travaille depuis à sa  progression avec son entraineur Gérard Lopez.
En 2013, elle crée la surprise en remportant le Natureman, devant la favorite Alexandra Louison qu'elle devance de 32 secondes à la fin, pour sa première participation à ce triathlon longue distance.
Novice dans les sports enchaînés en 2016 et après avoir remporté le triathlon longue distance du mont Blanc, elle participe à son premier duathlon longue distance lors des championnats de France à Bois-le-Roi.  Elle prend le contrôle de l'épreuve dès la première course à pied et arrive à la première transition avec 20 secondes d'avance sur ses premières poursuivantes. Elle ne cesse d’accroître son avance sur la partie vélo où elle termine cette deuxième épreuve avec plus de neuf minutes d'avance sur Alice Meigne et dix sur Anaïs Robin. Sans faillir elle termine la seconde course à pied et passe la ligne en vainqueur pour emporter son premier titre national.
En 2017, elle remporte son second titre national en duathlon longue distance à Verruyes, elle réalise un parcours vélo de haut niveau qui comble largement les quinze secondes de retard de la première course à pied. Elle contrôle sans faillir la seconde épreuve de course à pied et s'impose sur la ligne d'arrivée.
En 2018, elle remporte son troisième titre de championne de France de duathlon longue distance à l'issue d'une course qui se déroule dans des conditions climatiques difficiles. A Douai, malgré le froid elle termine avec une avance de cinq minutes sur sa première poursuivante et remporte son troisième titre à la suite, première nationale de cette spécialité,.
Elle remporte la même année le titre national en triathlon longue distance. Faisant partie des favorites, elle doit se surpasser pour remporter le titre. En difficulté à l'issue de la partie natation ou elle ne sort qu'en 12e position, la course est emmenée par la jeune Léna Berthelot Moritz, 21 ans. Elle fournit de gros efforts sur la partie vélo et remonte progressivement ses concurrentes pour finir à la troisième place à l'arrivée de la seconde transition. Son expérience du duathlon et de la course à pied notamment étant capitale dans l'ultime épreuve de course à pied, elle s'impose finalement sur ses cadettes et remporte son premier titre national en triathlon.

## Palmarès
Le tableau présente les résultats les plus significatifs (podium) obtenus sur le circuit national de triathlon et de duathlon depuis 2013.
| Année | Compétition                                         | Pays   | Position           | Temps           |
| ----- | --------------------------------------------------- | ------ | ------------------ | --------------- |
| 2018  | Championnats de France de triathlon longue distance | France | Médaille d'or      | 4 h 46 min 14 s |
| 2018  | Championnats de France de duathlon longue distance  | France | Médaille d'or      | 3 h 37 min 27 s |
| 2017  | Championnats de France de duathlon longue distance  | France | Médaille d'or      | 4 h 3 min 45 s  |
| 2016  | Championnats de France de duathlon longue distance  | France | Médaille d'or      | 4 h 21 min 32 s |
| 2016  | Championnats de France de triathlon longue distance | France | Médaille de bronze | 6 h 0 min 9 s   |
| 2013  | Natureman                                           | France | Médaille d'or      | 4 h 49 min 38 s |

| Année | Compétition                                             | Pays  | Position           | Temps           |
| ----- | ------------------------------------------------------- | ----- | ------------------ | --------------- |
| 2021  | Jeux paralympiques de Tokyo PTVI avec Annouck Curzillat | Japon | Médaille de bronze | 1 h 11 min 45 s |

## Décorations
- Chevalier de l'ordre national du Mérite le 8 septembre 2021[9]